# 4 Heures d'Abou Dabi 2024
Navigation
Édition précédente
Les 4 Heures d'Abou Dabi 2024, disputées du 10 février 2024 au 11 février 2024 sur le Circuit Yas Marina. Lors de cette épreuve, deux courses de 4 heures ont eu lieu et ont été la quatrième et dernières manches de l'Asian Le Mans Series 2023-2024.

## Course 1

### Classement de la course
Voici le classement final au terme de la course.
- Les vainqueurs de chaque catégorie sont signalés par un fond jauni.

| Pos        | Classe | no                | Écurie                                            | Pilotes                                                  | Châssis                       | Pneus | Tours | Temps               |
| Pos        | Classe | no                | Écurie                                            | Pilotes                                                  | Moteur                        | Pneus | Tours | Temps               |
| ---------- | ------ | ----------------- | ------------------------------------------------- | -------------------------------------------------------- | ----------------------------- | ----- | ----- | ------------------- |
| 1          | LMP2   | 4                 | CrowdStrike Racing par APR                        | Colin Braun Malthe Jakobsen George Kurtz                 | Oreca 07                      | M     | 105   | 4 h 00 min 48 s 667 |
| 2          | LMP2   | 83                | AF Corse                                          | François Perrodo Matthieu Vaxivière Alessio Rovera       | Oreca 07                      | M     | 105   | +5.066              |
| 3          | LMP2   | 3                 | DKR Engineering                                   | Alexander Mattschull (de) Tom Dillmann Laurents Hörr     | Oreca 07                      | M     | 105   | +34.274             |
| 4          | LMP2   | 90                | TF Sport                                          | Michael Dinan (en) Charlie Eastwood Salih Yoluç          | Oreca 07                      | M     | 105   | +34.854             |
| 5          | LMP2   | 22                | Proton Competition                                | Giorgio Roda Julien Andlauer René Binder                 | Oreca 07                      | M     | 105   | +37.088             |
| 6          | LMP2   | 30                | Duqueine Team                                     | Carl Bennett John Falb Jean-Baptiste Simmenauer          | Oreca 07                      | M     | 105   | +58.628             |
| 7          | LMP2   | 25                | Algarve Pro Racing                                | Chris McMurry Toby Sowery (en) Freddie Tomlinson         | Oreca 07                      | M     | 105   | +1:31.001           |
| 8          | LMP2   | 34                | Nielsen Racing                                    | Blake McDonald Patrick Liddy Matthew Bell                | Oreca 07                      | M     | 103   | +2 Tours            |
| 9          | LMP2   | 24                | Nielsen Racing                                    | Ian Loggie (en) Alex García (en) Ferdinand Habsburg      | Oreca 07                      | M     | 103   | +2 Tours            |
| 10         | LMP2   | 55                | Proton Competition                                | P. J. Hyett (en) Harry Tincknell Paul-Loup Chatin        | Oreca 07                      | M     | 103   | +2 Tours            |
| 11         | LMP2   | 44                | ARC Bratislava                                    | Mathias Beche Miro Konôpka Jonas Ried                    | Oreca 07                      | M     | 102   | +3 Tours            |
| 12         | LMP2   | 47                | Cool Racing                                       | Alexandre Coigny Vladislav Lomko Lorenzo Fluxá           | Oreca 07                      | M     | 101   | +4 Tours            |
| 13         | LMP3   | 2                 | CD Sport                                          | Nick Adcock Michael Jensen Fabien Lavergne               | Ligier JS P320                | M     | 101   | +4 Tours            |
| 14         | LMP3   | 17                | Cool Racing                                       | Alex Bukhantsov James Winslow Manuel Espirito Santo      | Ligier JS P320                | M     | 100   | +5 Tours            |
| 15         | LMP3   | 20                | High Class Racing                                 | Anders Fjordbach Auðunn Guðmundsson (en) Seth Lucas (en) | Ligier JS P320                | M     | 100   | +5 Tours            |
| 16         | LMP3   | 26                | Bretton Racing                                    | Dan Skočdopole Julien Gerbi Mihnea Stefan                | Ligier JS P320                | M     | 100   | +5 Tours            |
| 17         | GT     | 88                | Triple Eight                                      | Prince Jefri Ibrahim Jordan Love Luca Stolz              | Mercedes-AMG GT3 Evo          | M     | 99    | +6 Tours            |
| 18         | GT     | 19                | Leipert Motorsport                                | Gabriel Rindone Brendon Leitch Marco Mapelli             | Lamborghini Huracán GT3 Evo 2 | M     | 99    | +6 Tours            |
| 19         | GT     | 27                | Optimum Motorsport                                | Mark Radcliffe Rob Bell Ollie Millroy                    | McLaren 720S GT3 Evo          | M     | 99    | +6 Tours            |
| 20         | GT     | 69                | Optimum Motorsport                                | Sam De Haan James Cottingham Tom Gamble                  | McLaren 720S GT3 Evo          | M     | 99    | +6 Tours            |
| 21         | GT     | 33                | Herberth Motorsport                               | Antares Au Morris Schuring Laurin Heinrich               | Porsche 911 GT3 R             | M     | 98    | +7 Tours            |
| 22         | LMP3   | 58                | GG Classic Cars                                   | Fraser Ross George Nakas                                 | Ligier JS P320                | M     | 98    | +7 Tours            |
| 23         | GT     | 95                | TF Sport                                          | John Hartshorne Ben Tuck Jonathan Adam                   | Aston Martin Vantage AMR GT3  | M     | 98    | +7 Tours            |
| 24         | GT     | 21                | AF Corse                                          | Simon Mann François Heriau Davide Rigon                  | Ferrari 296 GT3               | M     | 98    | +7 Tours            |
| 25         | GT     | 93                | Team Project 1                                    | Darren Leung Christian Bogle Dan Harper                  | BMW M4 GT3                    | M     | 98    | +7 Tours            |
| 26         | GT     | 7                 | Al Manar Racing by GetSpeed                       | Al Faisal Al Zubair Fabian Schiller Anthony Liu          | Mercedes-AMG GT3 Evo          | M     | 98    | +7 Tours            |
| 27         | GT     | 42                | Saintéloc Racing                                  | Christopher Haase Gilles Magnus Alban Varutti            | Audi R8 LMS Evo II            | M     | 98    | +7 Tours            |
| 28         | GT     | 66                | Attempto Racing                                   | Dylan Pereira Alex Aka Andrey Mukovoz                    | Audi R8 LMS Evo II            | M     | 98    | +7 Tours            |
| 29         | GT     | 98                | Dragon Racing                                     | Rui Andrade Nicola Marinangeli Marco Pulcini             | Ferrari 296 GT3               | M     | 97    | +8 Tours            |
| 30         | GT     | 8                 | EBM                                               | Setiawan Santoso Tanart Sathienthirakul Bastian Buus     | Porsche 911 GT3 R             | M     | 97    | +8 Tours            |
| 31         | GT     | 75                | Team Motopark                                     | Lukas Dunner Heiko Neumann Morten Strømsted              | Mercedes-AMG GT3 Evo          | M     | 97    | +8 Tours            |
| 32         | GT     | 9                 | GetSpeed                                          | Anthony Bartone Aaron Walker Martin Konrad               | Mercedes-AMG GT3 Evo          | M     | 97    | +8 Tours            |
| 33         | GT     | 82                | AF Corse                                          | Charles-Henri Samani Emmanuel Collard Kei Cozzolino      | Ferrari 296 GT3               | M     | 96    | +9 Tours            |
| 34         | GT     | 84                | EBM                                               | Adrian D'Silva Kerong Li Earl Bamber                     | Porsche 911 GT3 R             | M     | 96    | +9 Tours            |
| 35         | GT     | 18                | Huber Motorsport                                  | Stanislav Minsky Jannes Fittje Dorian Boccolacci         | Porsche 911 GT3 R             | M     | 94    | +11 Tours           |
| 36         | GT     | 77                | D'Station Racing                                  | Satoshi Hoshino Tomonobu Fujii Casper Stevenson          | Aston Martin Vantage AMR GT3  | M     | 91    | +14 Tours           |
| Non Classé |        |                   |                                                   |                                                          |                               |       |       |                     |
|            | GT     | 86                | GR Racing                                         | Michael Wainwright Benjamin Barker Riccardo Pera         | Ferrari 296 GT3               | M     | 78    |                     |
| LMP3       | 65     | Viper Niza Racing | Douglas Khoo Dominic Ang                          | Ligier JS P320                                           | M                             | 63    |       |                     |
| LMP2       | 99     | 99 Racing         | Ahmad Al Harthy Filipe Albuquerque Louis Delétraz | Oreca 07                                                 | M                             | 47    |       |                     |
| GT         | 91     | Pure Rxcing       | Alex Malykhin Klaus Bachler Joel Sturm            | Porsche 911 GT3 R                                        | M                             | 43    |       |                     |
| GT         | 11     | Attempto Racing   | Alexey Nesov Sergey Titarenko Ilya Gorbatsky      | Audi R8 LMS Evo II                                       | M                             | 37    |       |                     |

### Pole position et record du tour
- Pole position :
- Meilleur tour en course :

### À noter
- Longueur du circuit : 5,281 km
- Distance parcourue par les vainqueurs :

## Course 2

### Classement de la course
Voici le classement officiel au terme de la course.
- Les vainqueurs de chaque catégorie sont signalés par un fond jauni.

### Pole position et record du tour
- Pole position :
- Meilleur tour en course :

### À noter
- Longueur du circuit : 5,281 km
- Distance parcourue par les vainqueurs :